# ELOV-Label
ELOV-Label（イーラブ・レーベル）は、ストームレーベルズ（旧：ジェイ・ストーム）の社内レーベル。2023年までの名称はJohnny's Entertainment Record。
かつて存在した日本のレコード会社、株式会社ジャニーズ・エンタテイメント（Johnny's Entertainment Inc.）の後身にあたる。初代社長：藤島ジュリー景子。二代目社長：藤島メリー泰子。三代目社長：小杉理宇造（スマイルカンパニー社長で、以前は近藤真彦の担当ディレクターでもあった人物）。

## 概要
1997年2月14日、KinKi KidsのCDデビューを見据え、ジャニーズ事務所（後のSMILE-UP.）が設立。以降、少年隊・NEWS・ジャニーズWEST等同事務所のアーティストが所属する。所属アーティストのCD・映像作品の制作の他、期間限定で活動するスペシャルユニットの企画作品も手がけ、姉妹会社のジェイ・ストーム設立以前はKAT-TUNや関ジャニ∞、ジャニーズJr.等の映像作品の制作も行っていた。販売はソニー・ミュージックエンタテインメント傘下のソニー・ミュージックソリューションズに委託している。
日本国内と比べコストをかけずに良質な楽曲を得られる事から、スウェーデンの音楽出版社「リアクティブ・ソングス・インターナショナル」へ投資している。同国のクリエイターから調達した楽曲には、KinKi Kids「薄荷キャンディー」、NEWS「紅く燃ゆる太陽」、修二と彰「青春アミーゴ」等がある。
2019年5月31日をもって、レコード会社としての事業を終了しジェイ・ストームへ事業譲渡及び経営統合。以降は同社のレーベル「Johnny's Entertainment Record」に全アーティストが自動的に転籍・編入した。なお、法人としてのジャニーズ・エンタテイメントは統合後も存続し、2024年1月4日に社名を「株式会社ゴート・レーベル」に変更している。

### 沿革
- 1997年2月14日 - 株式会社ジャニーズ・エンタテイメント設立。
- 2000年4月1日 - 日本レコード協会加盟。
- 2003年5月1日 - リアクティブ・ソングス・インターナショナルへの投資を開始。
- 2007年2月1日 - ENDLICHERI☆ENDLICHERIの独自レーベルとして、「RAINBOW☆ENDLI9」を内部に立ち上げる。
- 2019年5月31日 - この日をもって事業終了し、ジェイ・ストームへ事業譲渡。以降、休眠会社と化す。
- 2019年6月1日 - ジェイ・ストーム内の「Johnny's Entertainment Record（ジャニーズ・エンタテイメント・レコード）」レーベルに全所属アーティストが自動的に転籍・編入した。
- 2022年3月16日 - 公式Twitterを開設。
- 2023年12月31日 - 同日をもって公式Twitterを削除。
- 2024年1月1日 - レーベル名を「ELOV-Label（イーラブ・レーベル）」に変更[4]。
- 2024年1月4日 - 社名を「株式会社ゴート・レーベル」に変更。

## 所属アーティスト
- DOMOTO（1997年 - ）
  - 堂本光一（2006年 - ）
  - 堂本剛（2002年 - 2024年） - プライベートレーベル「RAINBOW☆ENDLI9」に所属していた。2024年よりSMEレコーズに所属。
- 少年隊（1997年 - ）
- NEWS（2004年 - ）
  - 山下智久（2006年 - 2011年）
  - テゴマス（2006年 - 2020年）
    - 増田貴久（2025年 - ）
- NYC（2010年 - 2013年）
  - 中山優馬（2012年 - 2025年）
- WEST.（2014年 - ）

### スペシャルユニット
- J-FRIENDS - J-FRIENDS PROJECTレーベルよりリリース。
- トラジ・ハイジ
- 修二と彰
- GYM
- トリオ・ザ・シャキーン
- The SHIGOTONIN
- 中山優馬 w/B.I.Shadow
- NYC boys

### その他のアーティスト
- 近藤真彦 - 『ざんばら』のみ当社から発売。
- GOLF&MIKE - GYMの構成メンバー。
- 森光子 - 『月夜のタンゴ』（2005年）と『人生革命』（2010年）を同レーベルよりリリース

## 映像作品
所属アーティストの作品以外にも、以下の映像作品を制作している。
- ジャニーズ・ファンタジーKYO TO KYO '97夏公演（1998年1月1日）
- ジャニーズジュニア 素顔（1998年7月29日） - ジャニーズJr.
- ジャニーズジュニア 素顔2（1999年9月22日） - ジャニーズJr.
- 特急・投球コンサート 10月9日 東京ドームに大集合!!（2000年2月25日） - ジャニーズJr.
- ジャニーズジュニア 素顔3（2001年2月14日） - ジャニーズJr.
- Never Ending Spirit 1997-2003（2003年4月9日） - J-FRIENDS
- お客様は神サマーConcert 55万人愛のリクエストに応えて!!（2005年10月29日） - KAT-TUN